# Elżbieta Piontek
Elżbieta Piontek, z domu Hoffmann (ur. 21 września 1941 w Poznaniu zm. 14 sierpnia 2021.) – polska pediatra i diabetolożka.

## Życiorys
Urodziła się w Poznaniu.
Ukończyła studia medyczne i uzyskała specjalizację z pediatrii na Akademii Medycznej w Poznaniu (pierwszego stopnia w 1971 r., drugiego stopnia w 1974). Po studiach pracowała początkowo jako higienistka szkolna, ale szybko podjęła też pracę w II Klinice Chorób Dzieci Akademii Medycznej w Poznaniu jako asystent, a po doktoracie jako adiunkt.
W 1974 r. doktoryzowała się na podstawie pracy Wpływ podawania kofeiny i glukozy na zachowanie się insuliny immunoreaktywnej i cukru we krwi u dzieci otyłych, a pięć lat później przeniosła się do Warszawy, gdzie zaczęła pracę w Centrum Zdrowia Dziecka w Warszawie jako ordynatorka Oddziału Pediatrii Ogólnej i kierowniczka Kliniki Pediatrii, Diabetologii i Alergologii CZDz.
W 1997 r. uzyskała II stopień specjalizacji w zakresie alergologii, a w 2003 w zakresie diabetologii. W 1982 r. habilitowała się na podstawie pracy Zachowanie się insuliny, gastryny, c3′ 5′ AMP, wolnych kwasów tłuszczowych i pirogronianu w surowicy krwi u dzieci z rodzin cukrzycowych po doustnym obciążeniu glukozą, diabetolem, aminokwasami i tłuszczami, a w 1999 r. otrzymała tytuł profesora nauk medycznych.
Autorka ponad 200 prac naukowych dotyczących głównie insulinemii immunoreaktywnej, dysfunkcji osi enteroinsularnej oraz zaburzeń metabolicznych w cukrzycy i otyłości u dzieci, a także autorka lub współautorka rozdziałów ze swojej dziedziny w podręcznikach i monografiach.
Należała do Polskiego Towarzystwa Diabetologicznego, Polskiego Towarzystwa Pediatrycznego i Europejskiego Towarzystwa Badań nad Cukrzycą. Była członkinią redakcji Endokrynologii Pediatrycznej oraz rady naukowej „Kliniki” i „Kliniki Pediatrycznej”.
W 1997 została odznaczona Krzyżem Kawalerskim Orderu Odrodzenia Polski.